# Эчегарай-и-Эйсагирре, Хосе
Хосе́ Эчегара́й-и-Эйсаги́рре (исп. José Echegaray y Eizaguirre; 19 апреля 1832, Мадрид — 14 сентября 1916, там же) — испанский драматург, лауреат Нобелевской премии по литературе 1904 года.

## Биография

### Ранние годы
Хосе Эчегарай-и-Эйсагирре родился 19 апреля 1832 года в Мадриде в баскской семье. В трёхлетнем возрасте вместе с родителями он перебрался в Мурсию — небольшой городок у побережья Средиземного моря.
Высшее образование Хосе получил в Мурсийском институте, где преподавал его отец — профессор греческого языка. Обучаясь в институте, Эчегарай увлекался латинским и греческим языками, изучал естественную историю. Он окончил учёбу в возрасте 14 лет, получив степень бакалавра философских наук, а потом вернулся в Мадрид. Здесь он начал изучать математику в Техническом училище, которое окончил в 1853 году. По окончании училища Эчегарай несколько лет работал инженером, а затем — преподавателем прикладной и теоретической математики в Техническом училище. Получил известность как автор ряда статей и монографий по этим дисциплинам.

### Научная и политическая деятельность
Кроме математики, Эчегарай занимался исследованиями в области геологии и политической экономики, увлекался театральным искусством. Большое впечатление на него произвело то, что примерно в 1863 году его младший брат Мигель написал пьесу, поставленную на сцене любительского театра. Это событие во многом предопределило круг интересов будущего драматурга.
С середины 1860-х годов Эчегарай стал участвовать и в политической жизни Испании. После событий «Славной революции» 1868 года и низложения королевы Изабеллы II он занял пост министра общественных работ, а через год — министра торговли. В 1869 году Эчегарай был избран в парламент Испании, где впоследствии занимал различные посты, по его инициативе был также создан Банк Испании. В дальнейшем трижды кратковременно занимал пост министра финансов (в 1872—1873, в 1874 и в 1905 годах).

### Литературная деятельность
В 1874 году, после реставрации монархии Бурбонов в Испании, Эчегарай эмигрировал во Францию. Здесь он поселился в Париже, где полностью посвятил себя литературным и театральным интересам. В Париже он пробыл недолго и в том же году возвратился в Мадрид, где написал свою первую пьесу «Чековая книжка», использовав творческий псевдоним Айасека-и-Эйсагир. Оставив научную и политическую деятельность, с этого момента он занимался только написанием драматургических произведений. Из-под пера Эчегарая выходило в среднем по две-три пьесы в год. Эти пьесы часто ставились на сценах испанских театров, принося своему автору большую популярность.

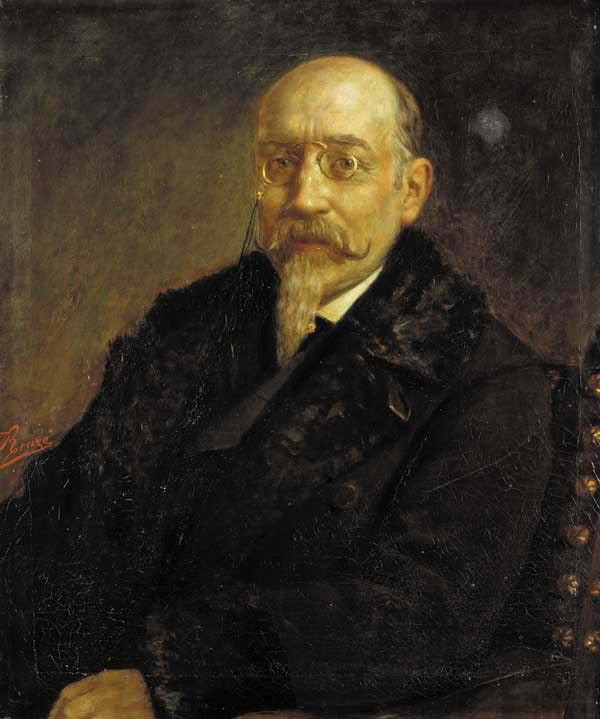
Хосе Эчегарай-и-Эйсагирре

Из 60 пьес Эчегарая почти половина была написана в стихотворной форме, как например, романтическая драма «Жена мстителя» (исп. La esposa del vengador, 1874), первая пьеса, принёсшая драматургу известность. Ещё больший успех имела пьеса «В рукоятке шпаги» (исп. En el puño de la espada, 1875). В 1877 году Эчегарай начал работу над пьесой «Безумие или святость» (исп. О locura o santidad), главный герой которой был объявлен безумцем только из-за его нетипичных черт характера — честности, прямоты, неподкупности. Пьеса была переведена на английский язык, после чего прочитавший её Джордж Бернард Шоу высоко оценил творчество Эчегарая, сказав, что, по его мнению, тот относится к «школе Фридриха Шиллера, Виктора Гюго со свойственными им категоричностью, истинным трагизмом…».
Начиная с пьесы «Сын донa Хуана» (исп. El hijo de Don Juan, 1892) творчество Эчегарая приобрело реалистические черты. В упомянутой пьесе было отчётливо заметно влияние Генрика Ибсена, в частности, его пьесы «Привидения». Критики восприняли «Сына донa Хуана» сравнительно холодно, и только тот же Бернард Шоу отозвался о ней благосклонно, отметив, «…что сюжет „Привидений“ получил новую национальную трактовку, однако сохранил прежнюю мораль».
Самым же известным произведением Эчегарая стала пьеса «Великий Галиото» (исп. El gran Galeoto), написанная в 1881 году. Её центральной темой стали ложь и клевета, принёсшие вред ни в чём не повинным людям. По мнению искусствоведа Федерико де Ониса, «эти пьесы… с мастерством и эффектностью воспроизводят традиционные темы и конфликты, которые и составляют суть драмы». На русский язык, под заглавием «Галеотто, или Мелочи жизни», её впервые перевёл А. М. Герсон; за несколько месяцев до смерти последнего пьеса была разрешена цензурой к постановке в театре.
Пик славы Эчегарая пришёлся на 1890-е годы. В 1894 году драматурга избрали в Испанскую Королевскую академию. В то же время ряд молодых испанских литераторов, вошедших в историю как «Поколение 98 года», резко выступили против Эчегерая, находя его пьесы чересчур сентиментальными и неактуальными, упрекали в подражании Ибсену.
В 1904 году Эчегарай совместно с Фредериком Мистралем получил Нобелевскую премию по литературе с формулировкой «за многочисленные заслуги в возрождении традиций испанской драмы». В приветственной речи лауреату, который не смог посетить церемонию, член Шведской академии С. Д. Вирсен, сказал, что «подобно мастерам старой испанской драмы, Эчегерай совмещает в своём творчестве единство богатого воображения и утончённого художественного вкуса». В 1912 году Эчегарай был награждён рыцарским орденом Золотого руна.
Драматург ушёл из жизни 14 сентября 1916 года в Мадриде. Ему было 84 года.
Мнения критиков по поводу творчества Эчегарая рознятся. Одни полагают, что он явил собой связующее звено между классической и современной испанской драмой, другие, напротив, находят его творчество свидетельством упадка испанского театра конца XIX века. По мнению американского литературоведа В. Ньюберри, Эчегарай оказал значительное влияние на Луиджи Пиранделло, и оба они в своих произведениях подвергали романтизм «сатирическому осмеянию, тем самым предвосхищая упрёки критики в приверженности к этому направлению».

## Русские издания
- Драматурги — лауреаты Нобелевской премии. М.: Панорама, 1998